# Byšice
Byšice település Csehországban, a Mělníki járásban. Byšice Hostín, Mělnické Vtelno, Kropáčova Vrutice, Košátky, Liblice és Čečelice településekkel határos. Lakosainak száma 1437 fő (2024. január 1.).

## Népesség
A település lakosságának változását az alábbi diagram mutatja:
| Lakosok száma | 757  | 1128 | 1235 | 1229 | 1168 | 1320 | 1307 | 1356 | 1354 | 1437 |
|               | 1869 | 1900 | 1921 | 1961 | 1980 | 2011 | 2016 | 2019 | 2021 | 2024 |